# 奥塔科伊清真寺
奥塔科伊清真寺（土耳其語：Ortaköy Camii），正式名称为邁吉德大清真寺（Büyük Mecidiye Camii）'是位于土耳其伊斯坦布尔贝西克塔什奥塔科伊码头广场海滨的一座清真寺，博斯普鲁斯海峡上最热门的觀光景點之一。清真寺由奥斯曼帝国苏丹阿卜杜勒-邁吉德一世委託建造，於1854年或1856年左右完成。
奥塔科伊清真寺是奧塔科伊區的地標，因為它擁有遙望博斯普鲁斯海峡和7月15日烈士大橋的獨特景觀，經常出現與之出現在伊斯坦堡的明信片中。

## 歷史
原来的奥塔科伊清真寺建于18世纪。目前的清真寺，由奥斯曼帝国苏丹阿卜杜勒-邁吉德一世下令兴建于1854年到1856年之间。其设计者是來自亚美尼亚的父子建築師加拉貝特·巴利安和尼戈加約斯·巴利安，他们也设计了附近的多爾瑪巴赫切宮，
在清真寺内悬挂阿卜杜勒-邁吉德一世本人的书法。宽而高的窗户使博斯普鲁斯海峡不断变化的光线反射入清真寺。

## 建物設計

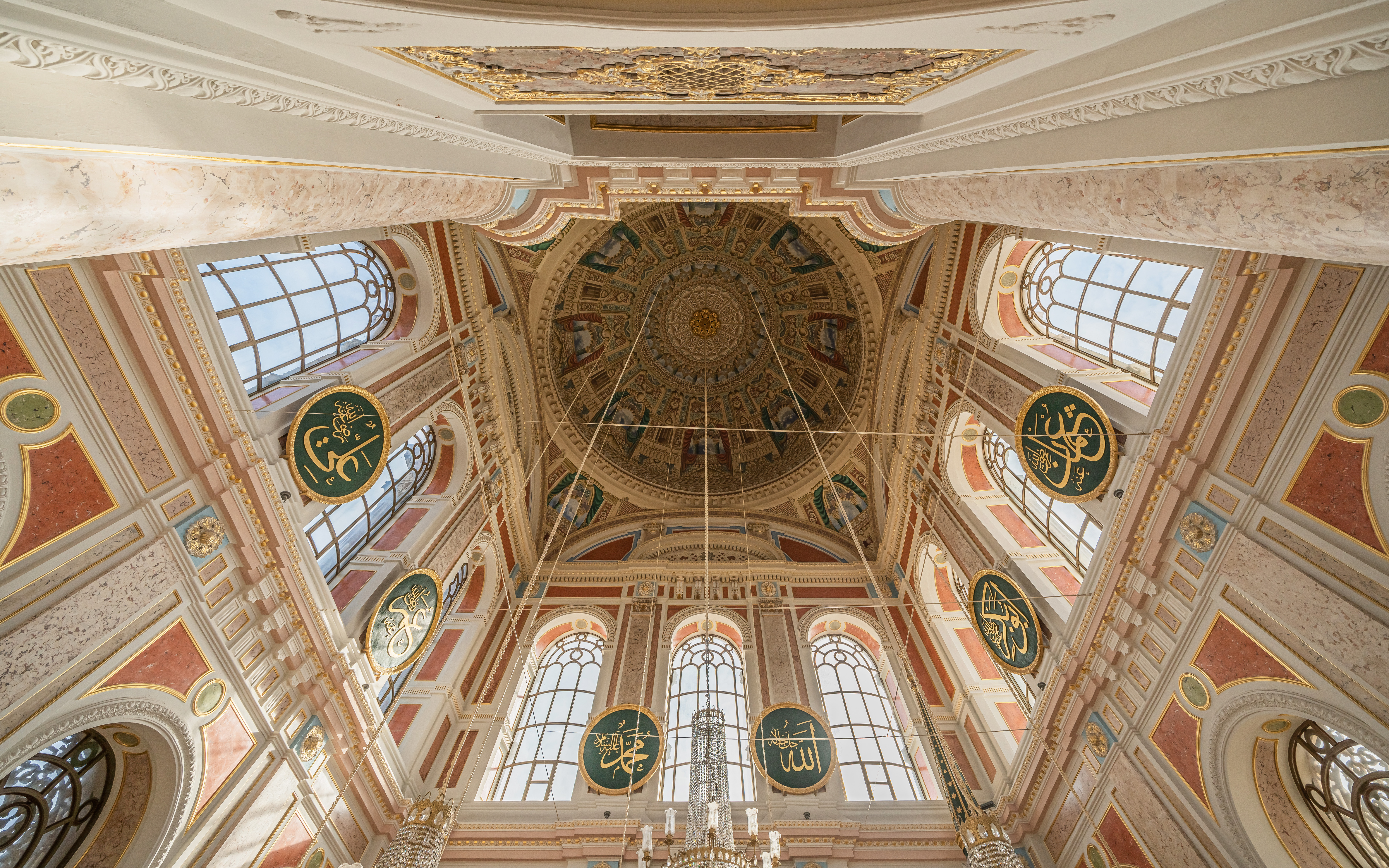
清真寺的內部，仰望穹頂

與他們在伊斯坦布尔興建的其他建築一樣，巴利安父子以混合或不拘一格的風格設計了清真寺，融合了當時歐洲復興主義趨勢，如新古典主義，以及從早期奧斯曼巴洛克風格中汲取的一些細節和整體設計元素。然而，奥塔科伊清真寺與當時年代其他清真寺的區別。則在於其特別華麗的石雕裝飾。
奥塔科伊清真寺的設計包括一個兩層的蘇丹皇家公寓，它有一個主祈禱廳，上面有一個圓頂。帶有接合柱的立面由浮雕裝飾，使清真寺具有「動態般的外觀」。設有兩排窗戶為清真寺提供照明。重建的圓頂是用混凝土建造，而石材則被用來建造兩座宣禮塔。
與金角灣另一邊的其他清真寺相比，奥塔科伊清真寺的外觀顯得很小。然而就內部空間而言，它的規模適中。

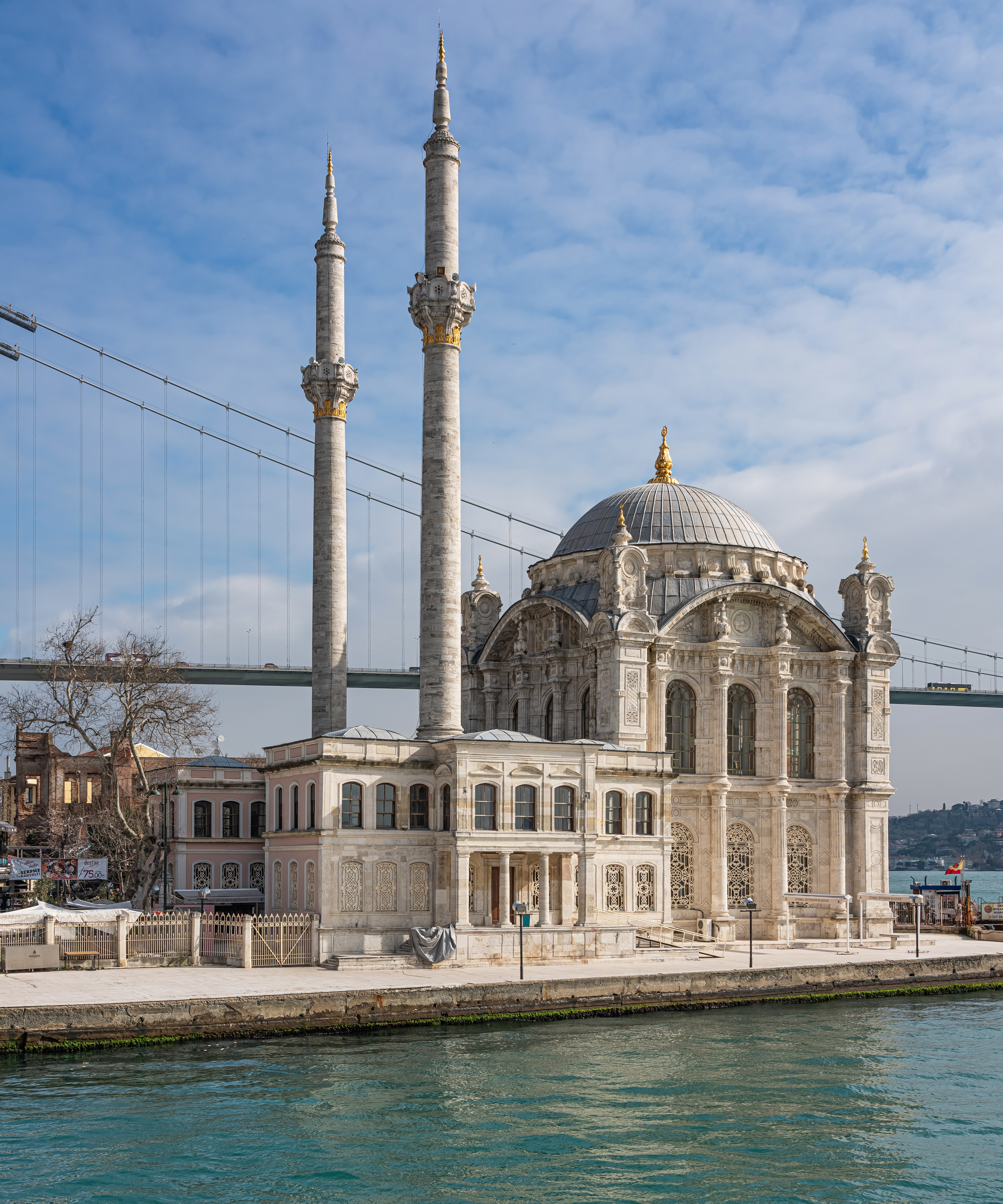
奥塔科伊清真寺的外觀，設有皇家公寓（左）和圓頂祈禱大廳（右）
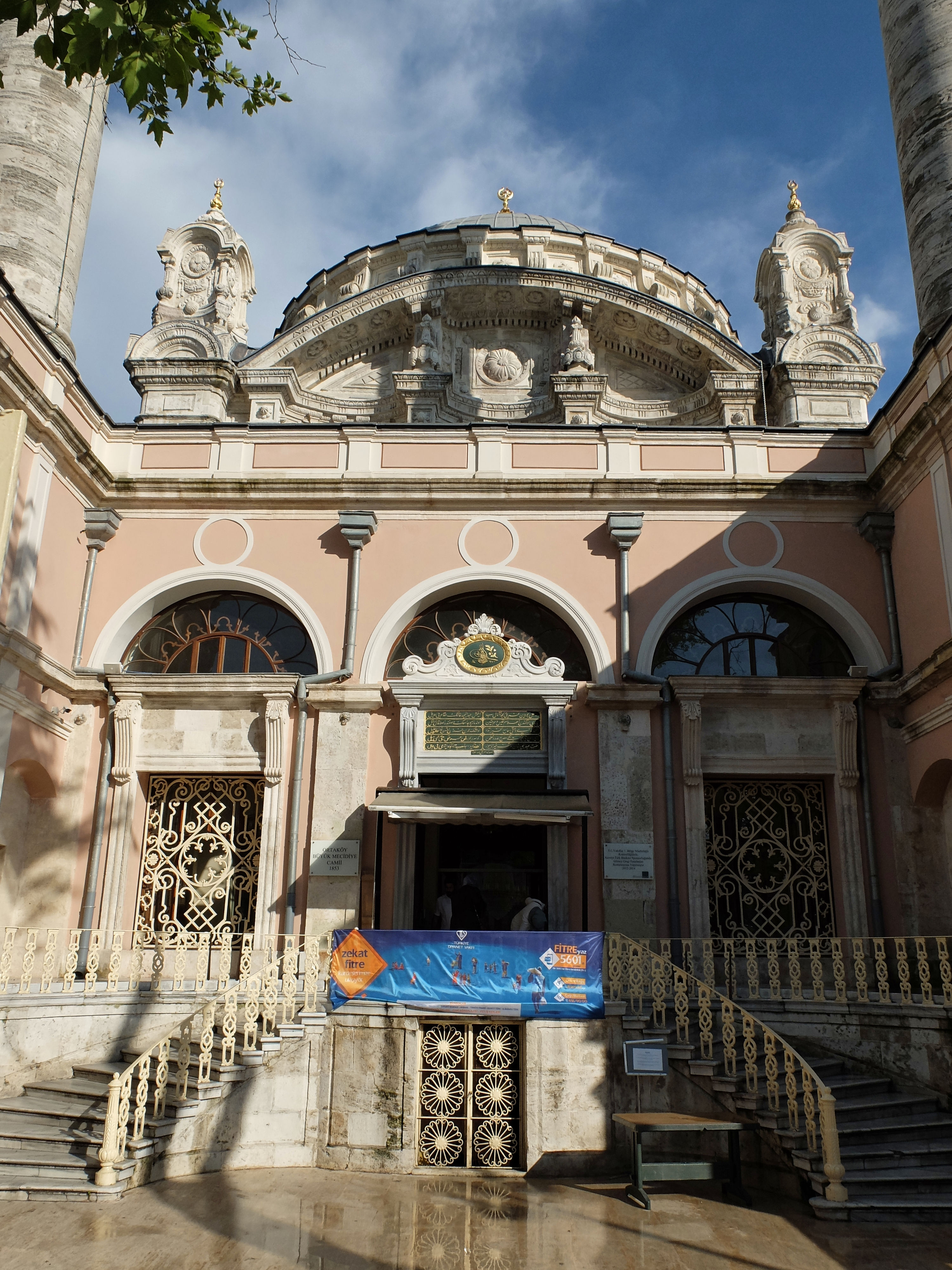
前立面和入口
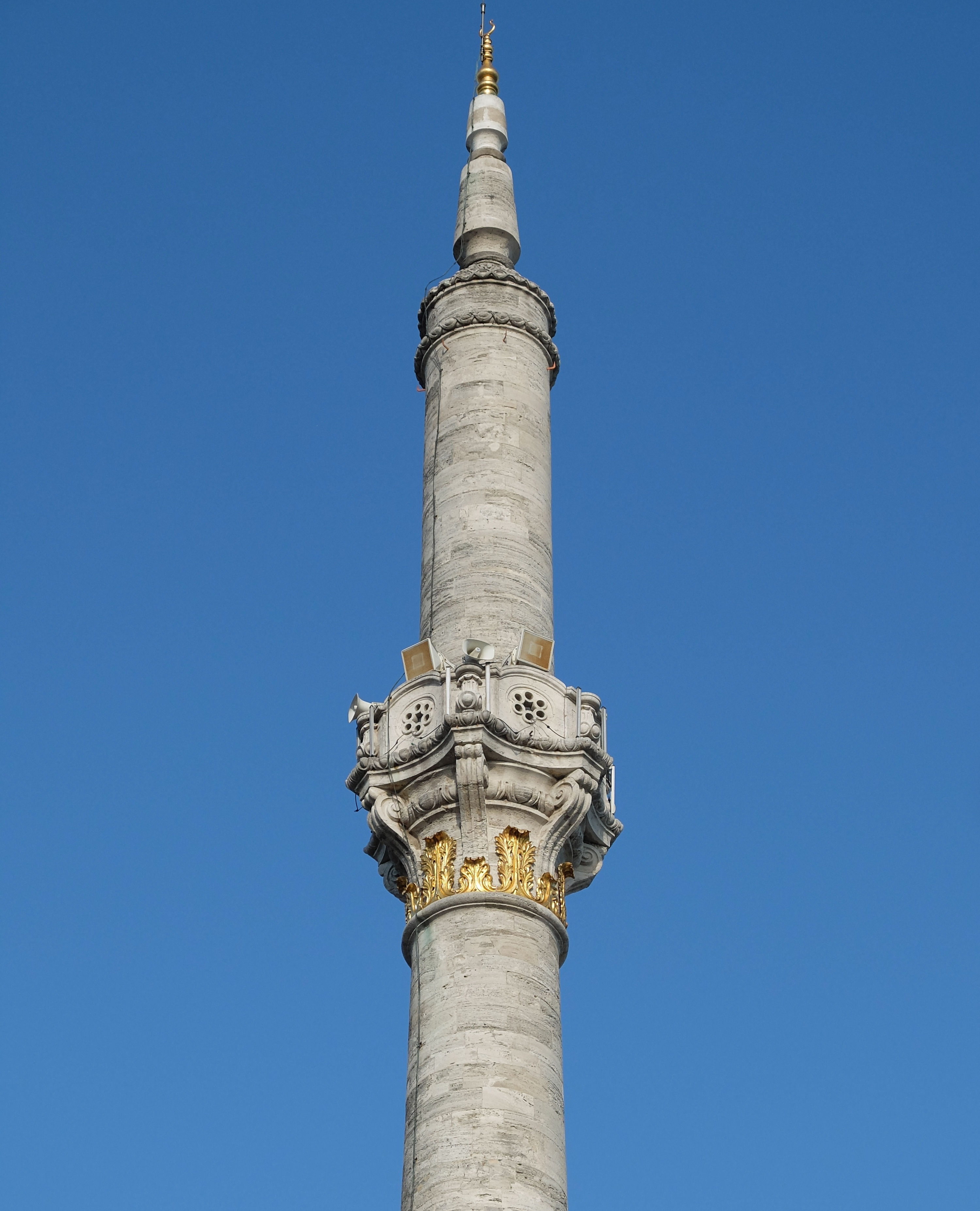
尖塔的細節
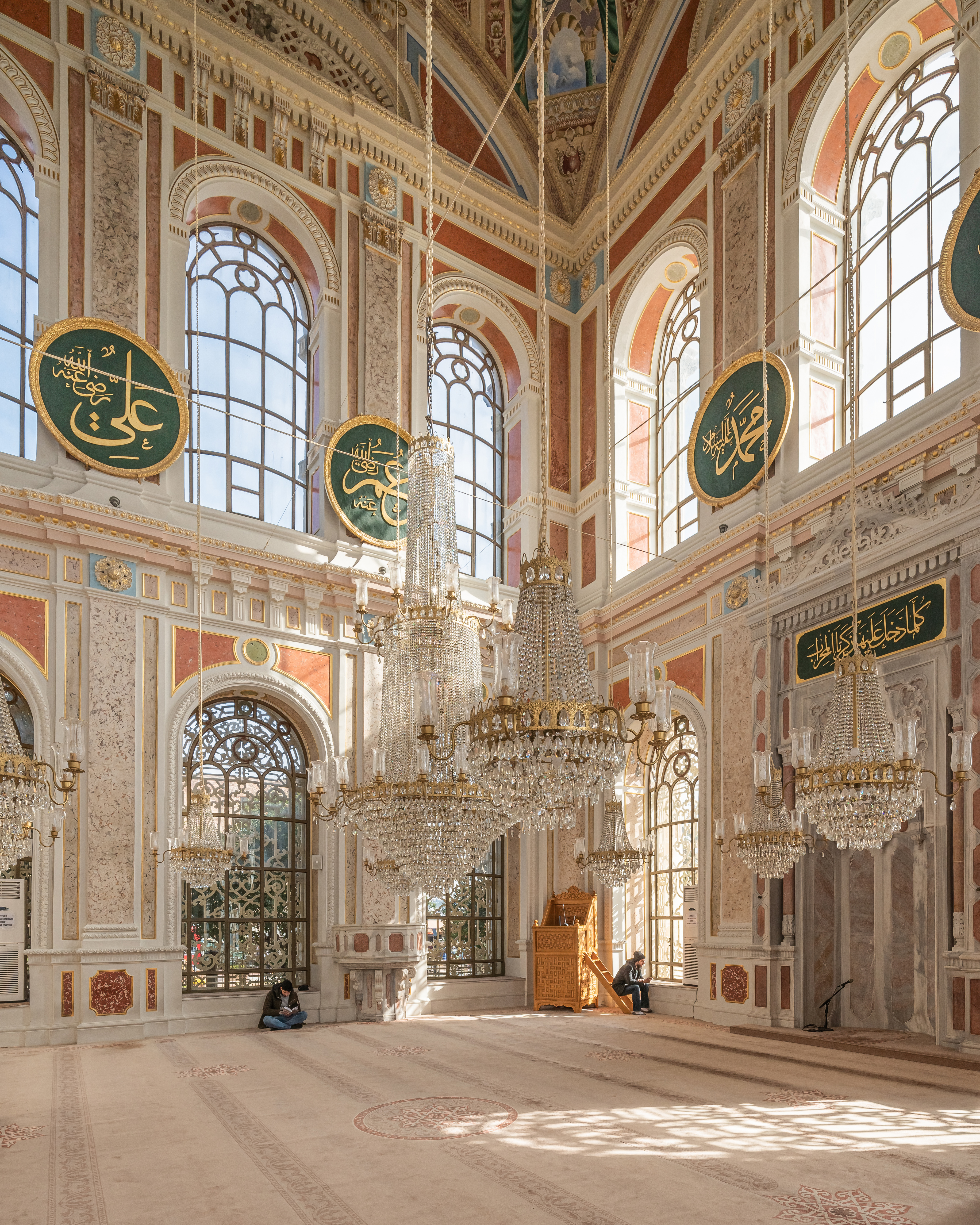
清真寺內部
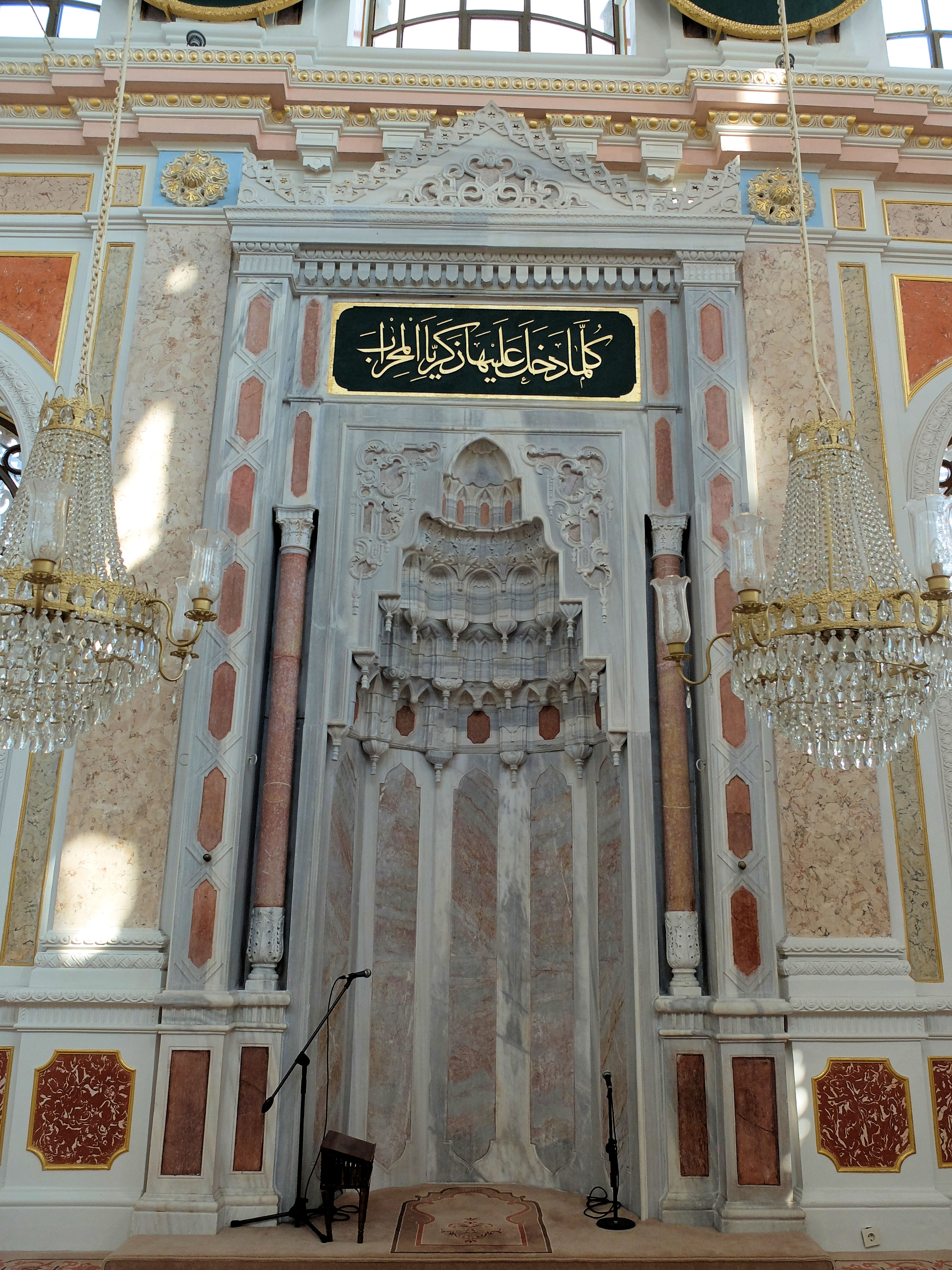
清真寺的米哈拉布
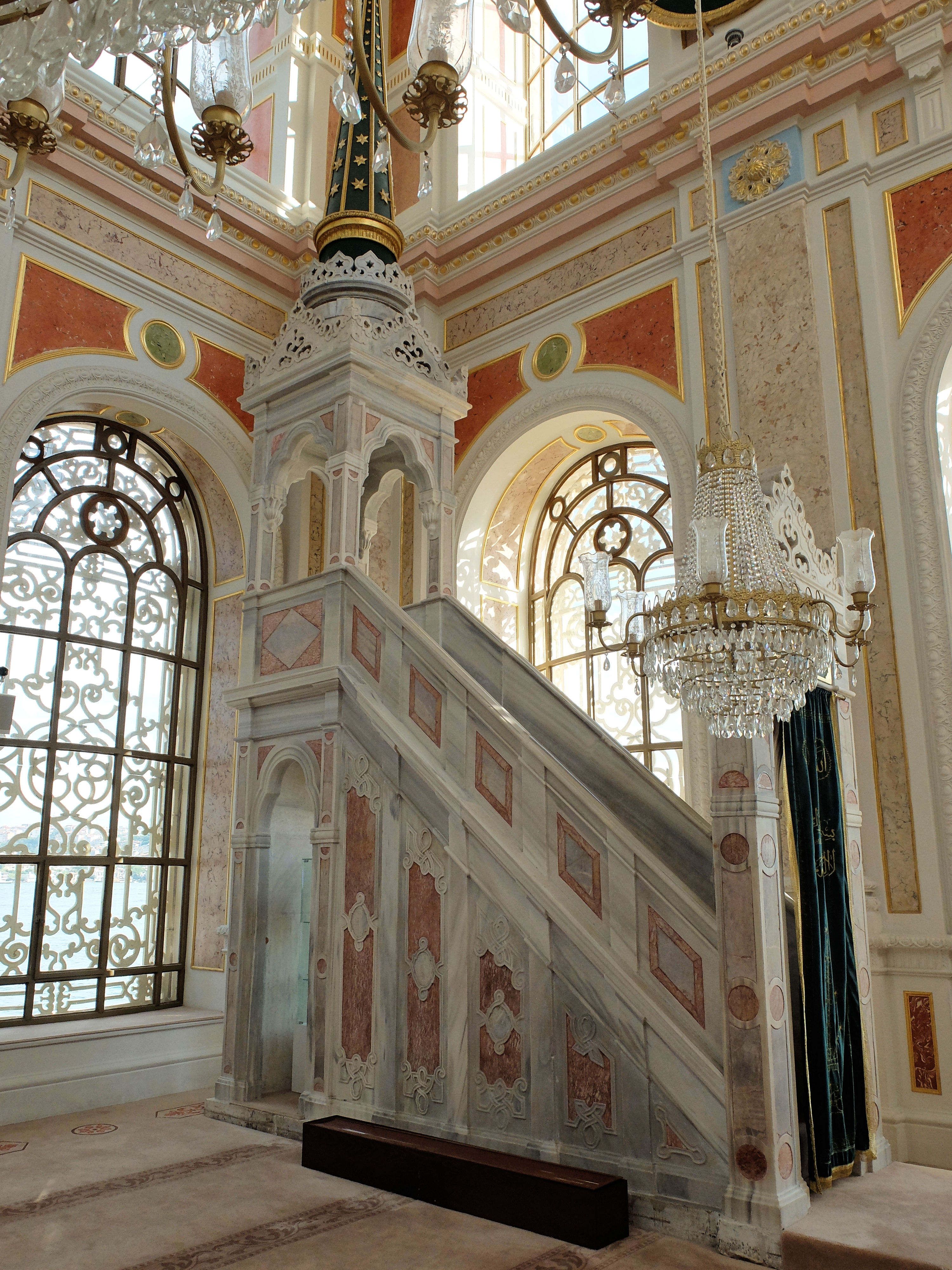
清真寺的敏拜爾